# Mijn Partij
Mijn Partij is een lokale politieke partij in de Nederlandse gemeente Midden-Delfland. De Partij heeft sinds 2006 zetels in de gemeenteraad van Midden-Delfland.

## Verkiezingsresultaten
| Gemeenteraad    | 2006     | 2010     | 2014     | 2018     |
| --------------- | -------- | -------- | -------- | -------- |
| Midden-Delfland | 2 zetels | 3 zetels | 4 zetels | 3 zetels |